# Girona Challenger 2023
Il Girona Challenger 2023, noto anche come Eurofirms Girona - Costa Brava Challenger, è stato un torneo maschile di tennis giocato sulla terra rossa. È stata la 1ª edizione del torneo, facente parte della categoria Challenger 75 nell'ambito dell'ATP Challenger Tour 2023. Si è giocato al Club Tennis Girona di Gerona, in Spagna, dal 27 marzo al 2 aprile 2023.

## Partecipanti

### Teste di serie
| Nazionalità | Giocatore       | Ranking* | Testa di serie |
| ----------- | --------------- | -------- | -------------- |
| Argentina   | Pedro Cachín    | 63       | 1              |
| Spagna      | Jaume Munar     | 66       | 2              |
| Spagna      | Pedro Martínez  | 121      | 3              |
| Ungheria    | Fábián Marozsán | 128      | 4              |
| Italia      | Raul Brancaccio | 136      | 5              |
| Kazakistan  | Timofej Skatov  | 155      | 6              |
| Portogallo  | João Sousa      | 156      | 7              |
| Regno Unito | Liam Broady     | 161      | 8              |
| Ucraina     | Oleksii Krutykh | 167      | 9              |

* Ranking al 20 marzo 2023.

### Altri partecipanti
I seguenti giocatori hanno ricevuto una wild card per il tabellone principale:
- Pablo Andújar
- Pablo Llamas Ruiz
- Jaume Munar

I seguenti giocatori sono entrati in tabellone come alternate:
- Gastão Elias
- Ivan Gakhov
- Mariano Navone

I seguenti giocatori sono passati dalle qualificazioni:
- Abedallah Shelbayh
- Titouan Droguet
- Juan Bautista Torres
- Álvaro López San Martín
- Jesper de Jong
- Àlex Martí Pujolràs

Il seguente giocatore è entrato in tabellone  come lucky loser:
- Pol Martín Tiffon
- Oriol Roca Batalla

## Punti e montepremi
| Torneo    | Torneo              | V     | F     | SF    | QF    | 2T    | 1T  | Q | Q2  | Q1  |
| Singolare | Punti               | 75    | 50    | 30    | 16    | 7     | 0   | 4 | 2   | 0   |
| Singolare | Premi in denaro (€) | 9 880 | 5 820 | 3 450 | 2 000 | 1 165 | 720 | – | 360 | 185 |
| Doppio    | Punti               | 75    | 50    | 30    | 16    | –     | 0   | – | –   | –   |
| Doppio    | Premi in denaro (€) | 4 250 | 2 450 | 1 480 | 880   | –     | 500 | – | –   | –   |

## Campioni

### Singolare
Ivan Gakhov ha sconfitto in finale  Gastão Elias con il punteggio di 5–7, 6–4 rit.

### Doppio
Yuki Bhambri /  Saketh Myneni hanno sconfitto in finale  Íñigo Cervantes /  Oriol Roca Batalla con il punteggio di 6–4, 6–4.